# Disaster Zone: Volcano in New York
Disaster Zone: Volcano in New York (Volcán en Nueva York, Zona de desastre: Volcán en Nueva York en España y Zona de desastre en Argentina) es un telefilme de acción de 2006 dirigida por Robert Lee y protagonizada por Costas Mandylor, Michael Ironside y Alexandra Paul.

## Argumento
Todo empieza cuando la ciudad Nueva York empieza a notar unos temblores y unas explosiones muy extrañas. Todo es a causa de un constructor sin escrúpulos, que con sus actividades en la ciudad provoca a que se cause una abertura en una zona donde resulta que yace una reserva de magma que nadie conocía. Sin embargo es el equipo de excavadores de Matt MacLachlan el que se dan cuenta de que se está filtrando lava por el sistema de alcantarillado y es sólo un grupo de excavadores que puede salvar la ciudad y luchar contrarreloj para evitar que estalle el caos en la Gran Manzana.

## Reparto
| Actor            | Personaje        |
| ---------------- | ---------------- |
| Costas Mandylor  | Matt McLaughlin  |
| Michael Ironside | Levering         |
| Alexandra Paul   | Dr. Susan Foxley |
| Eric Breker      | RJ               |
| Ron Selmour      | Frank            |
| Pascale Hutton   | Karen Barbarini  |
| Kaj-Erik Eriksen | Joey Walsh       |

## Producción
La película fue rodada en Vancouver, Canadá.

## Recepción
Hoy en día la película ha sido valorada en portales cinematográficos. En IMDb, con unos 1100 votos registrados, el filme obtiene una media ponderada de 3,3 sobre 10. En cuanto a Rotten Tomatoes, los más de 250 votos registrados le dieron allí una valoración media de 1,9 de 5.